# Nymphius
Nymphius is een geslacht van kevers uit de familie bladkevers (Chrysomelidae).
De wetenschappelijke naam van het geslacht werd in 1900 gepubliceerd door Julius Weise.

## Soorten
- Nymphius emir (Lopatin, 2006)
- Nymphius ensifer (Guillebeau, 1891)
- Nymphius friedmani (Lopatin, 2002)
- Nymphius lydius (Weise, 1886)
- Nymphius lydius Weise, 1886
- Nymphius ogloblini (Bogatchev, 1947)
- Nymphius pravei (Jacobson, 1899)
- Nymphius pravei Jacobson, 1899
- Nymphius stylifer (Jacobson, 1899)
- Nymphius stylifer (Weise, 1899)
- Nymphius stylifer Weise, 1899